# Zurab Shvania

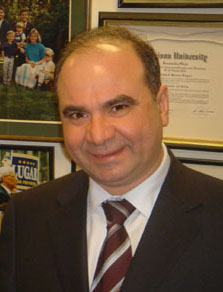
Zurab Shvania como senador.

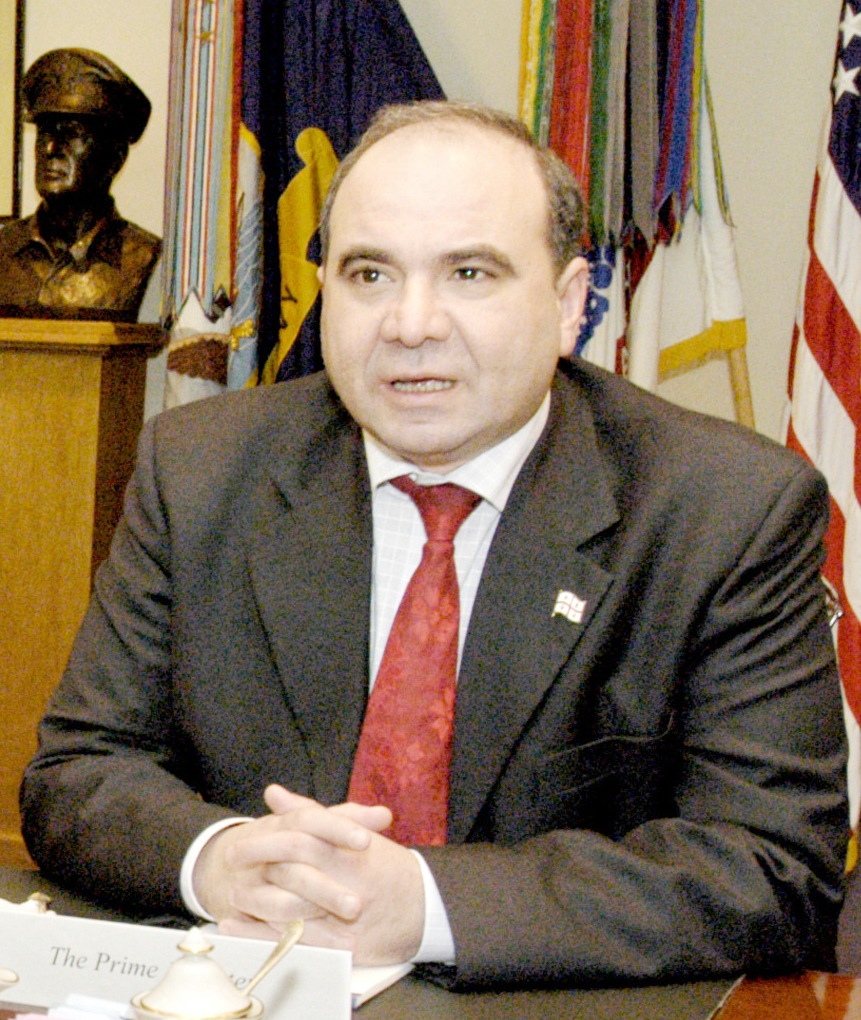
Zurab Shvania en una conferencia, el 28 de abril de 2004.

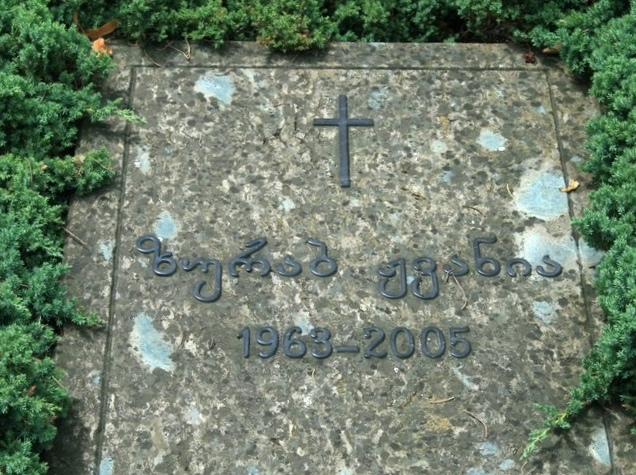
Tumba de Zurab Shvania.

Zurab Shvania (Tiflis, 9 de diciembre de 1963 - ibídem, 3 de febrero de 2005) fue un hombre de estado georgiano prominente.
- Zurab Zhvania en alfabeto latino
- Зураб Жвания, en alfabeto cirílico
- ზურაბ ჟვანია, en alfabeto georgiano

Tuvo tres hijos con su esposa, y hablaba inglés, alemán y ruso.

## Biografía
En 1995, el primer ministro Eduard Shevardnadze lo nombró presidente del Parlamento de Georgia.
En 1998, Shvania fundó el movimiento ecológico georgiano.
En noviembre de 2003, Shvania forzó la renuncia de Shevardnadze.
Fue nombrado primer ministro el 18 de febrero de 2004.
Apenas un año después, el 3 de febrero de 2005, falleció bajo circunstancias sospechosas en un apartamento rentado, con una herida en el labio, aparentemente a causa de una intoxicación de monóxido de carbono de un calentador de gas insuficientemente ventilado. Junto con él apareció muerto Raúl Yusúpov, vicegobernador de la región de Kvemo Kartli (Georgia), con los pantalones sucios como si hubiera sido arrastrado.

## Citas sobre Shvania
Entre todos los políticos georgianos, Shvania era el que más favorecía una decisión pacífica al conflicto en Osetia del Sur. Puedo decir que él representó el partido de la paz.
Boris Chochiev, ministro del gobierno seperatista de Sud Osetia

Muchos rusos entendieron que Shvania apoyaba el desarrollo de relaciones amistosas, y como buenos vecinos, entre el pueblo ruso y el pueblo georgiano.
Vladímir Putin, presidente de Rusia.

La comunidad judía lamenta la pérdida repentina de Zurab Shvania. Como judío, él tenía una relación cercana con la comunidad judía en Georgia.
Rabino Mikhailashvili

Con Zurab Shvania, Georgia ha perdido un gran patriota, que dedicó su vida entera en servir a la patria. La muerte de Zurab es un gran golpe a Georgia y a mí personalmente. Perdí a un amigo muy íntimo, un consejero confiable, y un buen aliado. Quiero pedirles que sean fuertes, porque no hay un responsibildad más grande que servicio leal a nuestro país y nuestra gente
Mijaíl Saakashvili, presidente de Georgia.

En 2015, el presidente Mijaíl Sakashvili era solicitado por la fiscalía de Georgia para que declarara en una investigación que se está llevando a cabo para establecer las circunstancias de la muerte de Shvania.